# Jean Monnet
Jean Monnet (Cognac, 1888. november 9. – Bazoches-sur-Guyonne, 1979. március 16.) francia üzletember, politikus, közgazdász, közismert nevén Európa atyja.

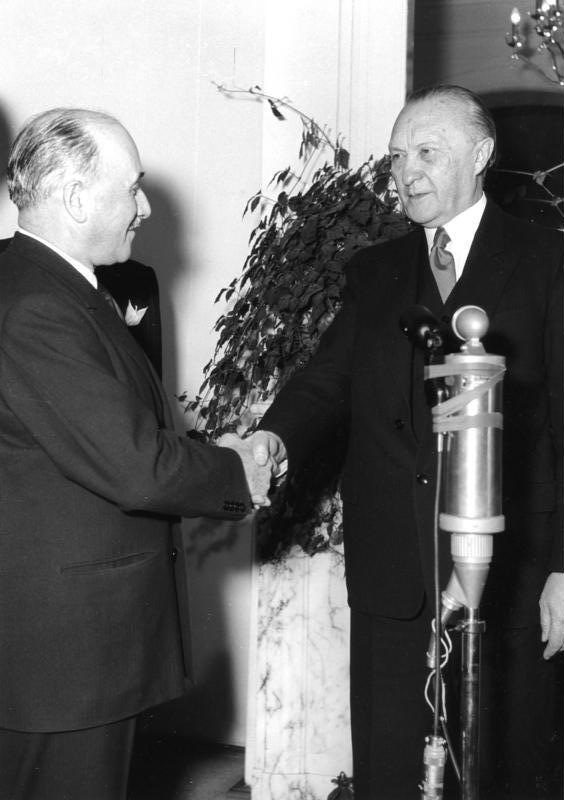
Jean Monnet (balról) és Konrad Adenauer 1953‑ban

Egyszerre volt üzletember, politikus, közgazdász, tisztségviselő, aki alapvetően az együtt cselekvésben látta a jövő politikájának és gazdaságának útját: „ahol szervezettség van, ott van valódi teljesítmény” – írta memoárjaiban.  Egyik javaslata méltán lett híres és gyakran idézett: „Ahelyett, hogy szemtől szemben összecsapnak, inkább hagyják magukat kölcsönösen befolyásolni. Így – a másik segítségével – felfedezhetik azt is, amit maguktól nem tudtak, s magától értetődően eljutnak a dialógushoz, a közös cselekvéshez.”  Monnet volt az, aki ezt nemcsak felismerte, de a gyakorlatban is megvalósította, s eredményei révén méltán érdemelte ki az Európa Atyja nevet és az Európa díszpolgára címet.

## Életútja, életműve

### Fiatalkora
1888. november 9-én született a Charente megyei Cognac városkában. Apja, Jean-Gabriel Monnet, konyak- és pálinkakereskedő volt, egy jó nevű cég vezetője, aki német-, svéd- és oroszországi eladásokkal alapozta meg cége hírnevét. 1888 januárjában elvette Maria Demelle-t, Monnet anyját, akit ismerői szigorú, igényes nőként írtak le.
A fiatal Jean mindig is utálta az iskolát: nem bírt egy helyben maradni, s nagyon nehezére esett fejből megtanulni valamit. Monnet később is keveset olvasott, a filozófia és az eszmei áramlatok sohasem érdekelték igazán. Ez is hozzájárulhatott ahhoz, hogy igazán önálló, gyakorlatias, előkoncepcióktól mentes gondolkodó lett. Nagyon állhatatos volt: amit a fejébe vett, azt meg is csinálta. Később így vallott erről: „nem optimista vagyok, hanem eltökélt” – nem csak elvárom a jót, de teszek is érte.
16 évesen Monnet lemondott a tanulásról és utazni kezdett. Apja beleegyezésével két évet töltött el Londonban egy bizonyos Mr. Chaplinnel. A fiatal Monnet igazi kalandnak, felfedezésnek tekintette utazását és lenyűgözte az angol hatalom működése – itt ismerte meg az országokon átívelő közös cselekvés előnyeit: „Ott tanultam meg, hogy mi a közös munka, aminek sem Cognac-ban, sem Franciaország más részén nem láttam ilyen szintű megvalósulását.”

### 1914–1938
Az első világháború alatt gyorsan elismert, megbízható munkaerővé vált, sőt, szinte hónapok alatt döntéshozó pozícióban találta magát. Az antant beszerzéseit és a tengeri szállítást koordinálta sikeresen, ezzel járult hozzá az antant gazdasági fölényének kibontakozásához. A háború után a Népszövetségben kapott munkát Sir Eric Drummond mellett Genfben. A nevéhez fűződik a Felső-sziléziai helyzet rendezése és az Ausztriának nyújtott pénzügyi segítség. 1924-ben otthagyta a Népszövetséget, s visszament a családi vállalkozásba, majd bankügyletekkel foglalta el magát. A franciaországi pénzügyi rendezés (1924) után az 1920-as évek végén Lengyelországban és Romániában is részt vesz a złoty illetve a lej stabilizálásában. A harmincas években bankárként dolgozott, s mellékesen a bázeli székhelyű Nemzetközi Bank megalapításában is kulcsszerepet játszott. 1934-ben elvette Silvia de Bondinit. Újabb küldetése során Kínában a vasutak modernizálása és egy fejlesztési bank létrehozása volt a feladata, melyet a rengeteg akadály ellenére is sikerre vitt. 1935-ben saját céget alapított Monnet, Murnane & Co. néven.

### 1939–1950
1939-től Franklin D. Roosevelt elnök mellett építette a „demokrácia arzenálját”, egyengette az angol-francia szövetség útját. Amerikában különleges meghatalmazottként repülőgépek beszerzésén fáradozott – Hitler fölényét ellensúlyozandó – Franciaország számára, miközben az eleinte elzárkózó amerikai vezetést próbálta meggyőzni a fegyverkezés és modernizálás fontosságáról. Monnet ötletének helyességét a Pearl Harbor elleni japán támadás (1941. december 7.) igazolta. Franciaország német megszállása után Monnet Afrikába utazott, ahol először a francia egység létrehozásán dolgozott (elsődleges célja Henri-Honoré Giraud tábornok és Charles de Gaulle tábornok összebékítése volt), majd fegyvereket és ellátmányt szerzett a háborúba bekapcsolódó francia hadseregnek.
A háború után de Gaulle tábornok mellett rövid kormányzati szerepet is vállalt. A tervezési főbiztosság élén Franciaország modernizációján, a stratégiai források gondos elosztásán dolgozott. Célja volt a nehézipar fejlesztése, Franciaország modernizálása, versenyképessé tétele, a termelékenység és a munkamorál javítása.

### 1950–1955
Monnet tehetsége igazán csak a második világháború után bontakozott ki a francia és az európai újjáépítésben, majd az Európai Szén- és Acélközösség és a további Európai Közösségek létrehozásában. A világháborút követő időszakban a nagyhatalmak nem tudták Németország sorsát megnyugtatóan rendezni, miközben a Szovjetunió közvetlen fenyegetést jelentett Nyugat-Európára nézve.
Monnet ekkor állt elő a régóta érlelt tervvel, amely Schuman-terv néven vonult be a történelembe. Ebben Európa egységét a szén- és acéltermelés szupranacionális alapú összevonásával próbálták meg elérni. Az 1952-ben létrejött Európai Szén- és Acélközösség az első sikeres európai közösségként 1955-ig Monnet elnökletével működött.
Ezt a tervet követte a később elbukott Pleven-terv, melyet szintén Monnet talált ki. A terv elsősorban egy európai politikai és védelmi közösség terve volt, azonban elbukott a nemzetállamok (elsősorban Franciaország) ellenállásán. Monnet-nak a későbbiekben az Európai Gazdasági Közösség (Közös Piac, 1957) és az Európai Atomenergia Közösség (EURATOM, 1957) létrehozásában is tevékeny szerepe volt.

### Az Akcióbizottság és Monnet utolsó évei
1955-től Monnet visszavonult a politikától, létrehozta Akcióbizottság az Európai Egyesült Államokért nevű szervezetét, amely egészen 1975-ig közvetlen és közvetett nyomásgyakorlással próbált meg hatni a politikusokra. Az akcióbizottság a politikai, gazdasági és pénzügyi egység legfőbb szószólója lett, ahol tudta, elősegítette a további európai integrációt. Síkra szállt Nagy-Britannia felvétele, a pénzügyi közösség létrehozása, illetve a közös európai főváros megalapítása mellett is. Az 1965-ös európai politikai válság után az Akcióbizottság vitte tovább az európai integráció gondolatát.
1975-ben Monnet megszüntette az Akcióbizottságot és a következő évben megírta emlékiratait (Mémoires). 1979-ben halt meg (március 16., Houjarray), hamvait 1988-ban a párizsi Panthéonban helyezték el.

## Híresebb mondásai
- Semmi sem veszélyesebb, mint a győzelem.
- Minden válság egy újabb lehetőség.
- Amit Ön mond, túl világos ahhoz, hogy igaz legyen.
- Miért kellene lennie egy vonalnak, amelyen túl másképp tekintek az emberekre, mint azokra, akik az én oldalamon állnak?
- A történelem mankó azoknak, akik nem akarnak maguk gondolkodni.
- Némi összevisszaság nélkül sosincs haladás.
- Vannak, akik „valakik” akarnak lenni, és vannak, akik tenni szeretnének valamit.
- Nem államszövetségeket hozunk létre, hanem az embereket egyesítjük. (Nous ne coalisons pas des états, nous unissons des hommes.)

## Magyarul megjelent művei
- A Schuman-nyilatkozat születése; sajtó alá rend., bev. J. Nagy László; Gradus ad Parnassum, Szeged, 2000 (Szegedi Európa tanulmányok. Dokumentumok)
- Emlékiratok; ford. Konrád Márta, tan. Vándor János; BGF KKFK, Budapest, 2004 (Az európai integráció klasszikusainak könyvtára)
- Törzsök Éva, Jean Monnet: Kül- és intrakereskedelem az Európai Unióban; MKIK, Budapest, 2004 (Vállalkozók Európában)